# Elvis Country (I'm 10,000 Years Old)
Elvis Country (I'm 10,000 Years Old) è il 31° album in studio di Elvis Presley, pubblicato nel 1971.

## Descrizione
Dal 4 all'8 giugno 1970 Elvis è a Nashville negli studi della RCA per 5 giorni di registrazioni. Da queste sessioni viene ricavato anche questo album dedicato alla tradizione musicale americana (non è ben certo quanto questo fosse realmente nelle intenzioni di Elvis e dei produttori, ma l'inserimento di spezzoni del brano tradizionale I Was Born About Ten Thousand Years Ago inseriti tra una canzone e l'altra nell'album, danno una certa impressione unitaria al tutto). Per diversificare il suo repertorio di canzoni pop che gli venivano continuamente proposte dai suoi editori musicali, ed anche perché queste proposte stavano iniziando a scarseggiare, Elvis decise di registrare classici del country, il gospel del Golden Gate Quartet, il western swing di Bob Wills, folk e bluegrass con una strumentazione che comprende il dobro, la steel guitar, il violino, l'armonica oltre al basso, alla chitarra elettrica, alla batteria, alla tastiere e ai cori gospel.
Il singolo principale estratto dall'album, I Really Don't Want to Know / There Goes My Everything venne pubblicato l'8 dicembre 1970 e raggiunse la posizione numero 21 nella classifica di Billboard.
Il 14 giugno 2004, l'album è stato ristampato in formato compact disc con l'aggiunta di 6 bonus tracks provenienti dalle stesse sedute di registrazione del disco. Tre di esse erano state pubblicate in precedenza sull'LP Love Letters from Elvis. Le restanti sono B-side di singoli, Where Did They Go, Lord (brano che aveva fatto la sua prima comparsa sulla raccolta He Walks Beside Me del 1978), e la versione estesa di I Was Born About Ten Thousand Years Ago presente su Elvis Now.

## Accoglienza
L'album raggiunse la 12ª posizione nella classifica Billboard 200 negli Stati Uniti e la posizione numero 6 in Gran Bretagna, vendendo più di 1 milione di copie in giro per il mondo.

## Tracce
Lato A
1. Snowbird (Gene MacLellan) - 2:17
2. Tomorrow Never Comes (Johnny Bond & Ernest Tubb) - 4:07
3. Little Cabin on the Hill (Bill Monroe & Lester Flatt) - 1:58
4. Whole Lotta Shakin' Goin' On (Dave "Curly" Williams & Sunny David) - 3:10
5. Funny How Time Slips Away (Willie Nelson) - 4:32
6. I Really Don't Want to Know (Howard Barnes & Don Robertson) - 2:59

Lato B
1. There Goes My Everything (Dallas Frazier) - 3:10
2. It's Your Baby You Rock It (Shirl Milete & Nora Fowler) - 3:04
3. The Fool (Naomi Ford & Lee Hazlewood) - 2:34
4. Faded Love (Bob Wills & Johnnie Lee Wills) - 3:19
5. I Washed My Hands In Muddy Water (Joe Babcock) - 3:54
6. Make the World Go Away[4] (Hank Cochran) - 3:46

### Bonus Tracks nella ristampa del 2004
1. It Ain't No Big Thing (But It's Growing) (Shorty Hall, Alice Joy Merritt, Neal Merritt) - 2:47
2. A Hundred Years From Now (Lester Flatt & Earl Scruggs) - 1:40
3. If I Were You (Gerald Nelson) - 3:01
4. Medley: Got My Mojo Working / Keep Your Hands Off of It (Preston Foster/Elvis Presley) - 4:34
5. Where Did They Go, Lord (Dallas Frazier & A.L. "Doodle" Owens) - 2:27
6. I Was Born About Ten Thousand Years Ago (Traditional) - 3:13

## Formazione
- Elvis Presley – voce
- James Burton – chitarra
- Charlie Hodge - chitarra
- Chip Young - chitarra
- Eddie Hinton - chitarra
- Harold Bradley - chitarra
- David Briggs - tastiere
- Norbert Putnam - basso
- Jerry Carrigan – batteria
- Farrell Morris - percussioni
- Weldon Myrick - pedal steel guitar
- Bobby Thompson – banjo in Little Cabin on the Hill
- Buddy Spicher – violino in Little Cabin on the Hill
- The Imperials - cori
- The Jordanaires - cori
- Joe Babcock - cori
- Millie Kirkham - cori
- Mary Holladay - cori
- Ginger Holladay - cori
- June Page - cori
- Sonja Montgomery - cori
- Dolores Edgin - cori
- Mary Greene - cori
- Temple Riser - cori
- Cam Mullins - arrangiamento archi
- Don Tweedy - arrangiamento archi
- Bergen White - arrangiamento fiati